# 2004 în informatică
- 2003 în informatică — 2004 în informatică — 2005 în informatică

2004 în informatică a însemnat o serie de evenimente noi notabile:

## Premiul Turing
- Vinton Cerf și Bob Kahn